# Zipper (атракціон)

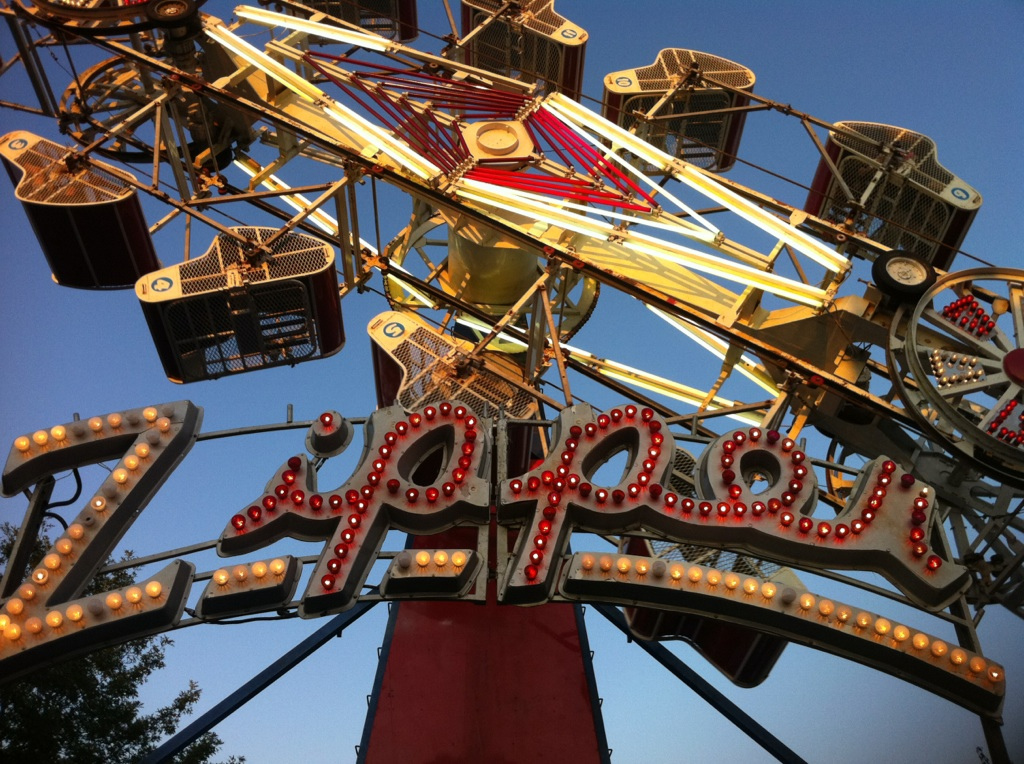
Zipper працює на острові Кент, штат Меріленд

Zipper — це атракціон, винайдений Джозефом Брауном у компанії Chance Rides у 1968 році. Популярний на карнавалах і в парках розваг у Сполучених Штатах, Канаді, Австралії, Мексиці та Новій Зеландії, він відрізняється сильними вертикальними G-силами, численними обертаннями та помітним відчуттям непередбачуваності. Chance Rides виготовив більше 200 одиниць з моменту дебюту атракціону.
Більшість моделей Zipper мають подібний базовий формат: довга овальна стріла, що обертається, з тросом навколо краю, яка тягне 12 автомобілів навколо траси. За винятком годин пік, більшість операторів заповнюють водіями лише половину вагонів одночасно. Як і більшість карнавального обладнання, атракціон розроблений як портативний; його можна розібрати на вантажівку та транспортувати з місця на місце.
Незважаючи на те, що оригінальні моделі Zipper були основним продуктом парків розваг і карнавалів, вони здобули репутацію небезпечних через свою грубу природу, а серія смертей на атракціонах наприкінці 1970-х років після того, як двері кабіни відчинилися, призвела до низки змін., в першу чергу реструктуризація системи замків дверей. Незважаючи на це, за десятиліття експлуатації цей атракціон став культовим і був названий Popular Mechanics одним із найдивніших парків розваг у світі.

## Історія
Zipper був створений Джозефом Брауном у компанії Chance Rides у 1968 році у Вічіті, штат Канзас, і зареєстрований за патентом 3 596 905 у 1971 році. Основний дизайн атракціону ґрунтувався на попередньому атракціоні під назвою The Swooper, винайденому в 1928 році, який також включав серію автомобілів, які тягнули по тросу навколо довгастої рами. Головною відмінністю між Swooper і Zipper була здатність рами Zipper обертатися, коли автомобілі рухалися по ній по тросу.

## Опис

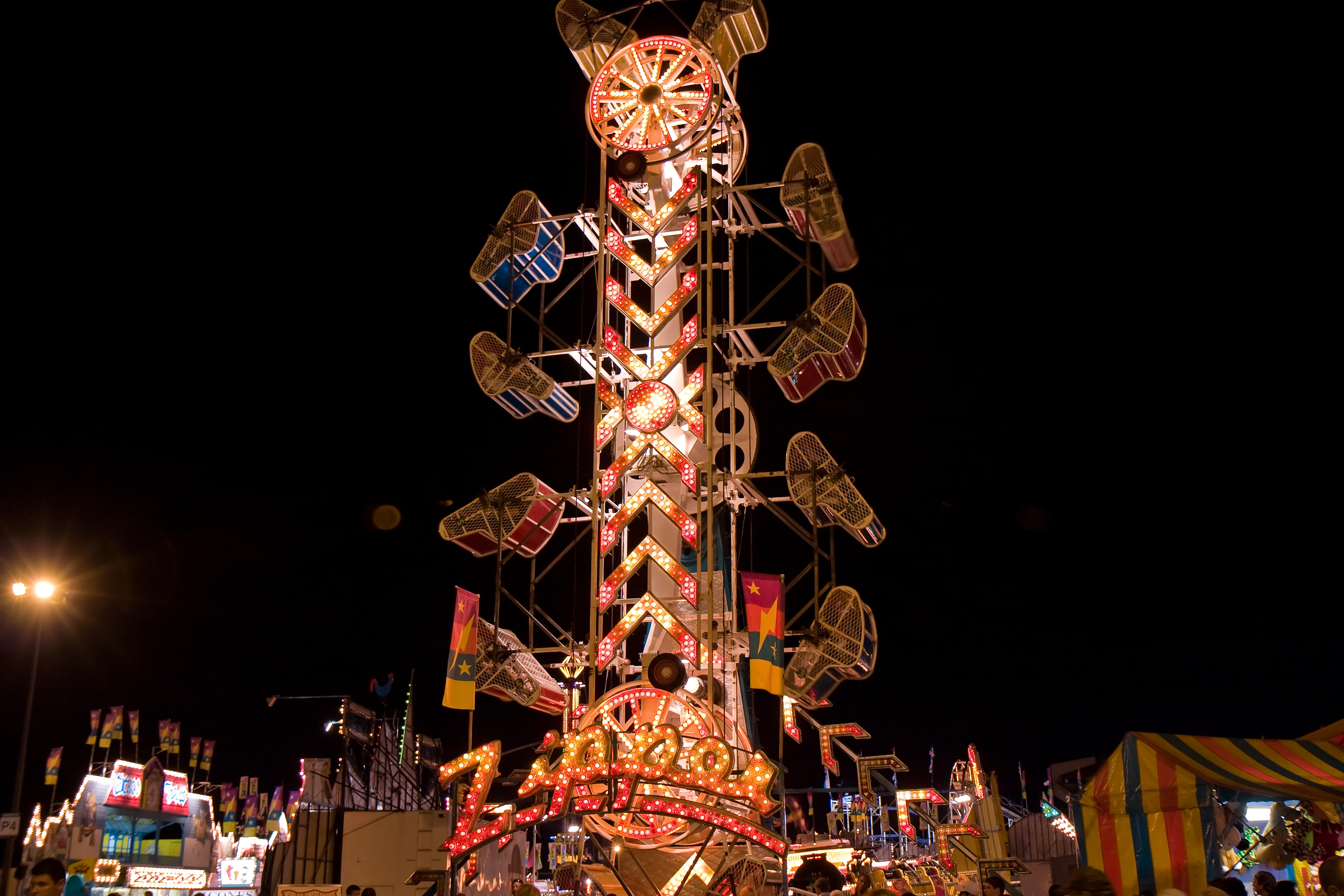
Блискавка працює вночі

Zipper має довгу довгасту раму (стрілу), яка обертається, як колесо огляду, з автомобілями, які вільно перекидаються, підвішеними на нецентральних осях, які рухаються навколо боків стріли за допомогою системи шківів. Кожна пасажирська капсула — це, по суті, багатомісне сидіння, яке щільно вміщує двох людей, вбудоване у відсік із металевої сітки, контур якої захищає все тіло водіїв. Дивні капсули у формі апострофа, рівномірно розташовані по периметру стріли, дуже схожі на ряди зчеплених зубів на блискавці, за якою атракціон і отримав назву.

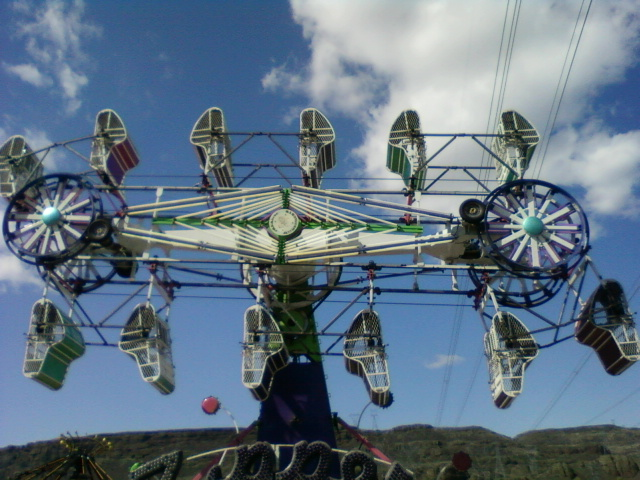
Оригінальна блискавка 1970-х на горизонтальній стороні

Пасажирські капсули рухаються по периметру стріли зі швидкістю 4,56453224 обертів на хвилину (об/хв), не надто швидко, але «перевертання» навколо кінця довгастої рами спричиняє раптовий сплеск швидкості та змушує відсіки перевертатися торцем за край. Сама стріла обертається зі швидкістю 7,5 об/хв у тому ж напрямку, що й система шківів. Це комбіноване, але зміщене обертання забезпечує кожній капсулі унікальний і непередбачуваний досвід. Застібки-блискавки обертаються як за годинниковою стрілкою, так і проти годинникової стрілки, і більшість із них обертаються кількома обертами в кожному напрямку, що становить «одну поїздку».
Якщо гонщики перенесуть достатню вагу тіла в одному напрямку, вони можуть перевернути автомобіль, навіть коли стріла та прикріплений трос нерухомі. Кожен автомобіль має обмежений простір для водіїв. Утримуюча система для водіїв — це поясна планка та бруси, за які можна триматися. Не тримаючись за цю планку, коли атракціон раптово ривається, мотоцикліст може вдаритися головою об двері перед ним. Водії також мають можливість спробувати перемістити свою вагу, щоб спробувати перевернути свій автомобіль якомога більше разів під час поїздки, навіть маючи невеликий додатковий простір у автомобілі.

## Питання безпеки та перегляди
Перші чотирнадцять виготовлених замків-блискавок оберталися на набагато вищій швидкості, ніж сучасні моделі. Стріла оберталася на 11 об/хв і кабельної системи на 7 об/хв. Ці поїздки першого покоління змушували салони постійно обертатися навколо своєї осі, створюючи небезпечні сили перевантаження та спричиняючи травми, пов’язані зі зіткненнями, такі як хлистові травми, синці та травми спини. Загрозу безпеці було швидко виявлено, і механічні оберти назавжди знизили до поточних.